# مظفر اوزدمير
مظفر اوزدمير (بالتركية: Muzaffer Özdemir)‏ هو ممثل تركي، ولد في 1955 في تركيا.

## وصلات خارجية
- مظفر اوزدمير على موقع IMDb (الإنجليزية)
- مظفر اوزدمير على موقع ألو سيني (الفرنسية)
- مظفر اوزدمير على موقع أول موفي (الإنجليزية)
- مظفر اوزدمير على موقع قاعدة بيانات الفيلم (الإنجليزية)
- مظفر اوزدمير على موقع كينوبويسك (الروسية)